# 大岡義居
大岡 義居（おおおか よしすえ、享保2年（1717年） - 安永6年7月5日（1777年8月7日））は、江戸時代後期の旗本。大岡清春を家祖とする清和源氏新田氏族大岡氏分家の5代当主。通称は主殿、孫右衛門。隠居号は秀残。養父は大岡義利。実父は鈴木勝之（作大夫）。実母は青沼儀重（孫四郎）の娘。正室は義利の娘。継室は滝安昌（九郎左衛門）の娘。養子は大岡義安。実子は娘（義安の妻）、娘の女子2名。家禄は蔵米250俵。

## 生涯
鈴木勝之（作大夫）の二男として生まれる。大岡義居の婿養子として寛保3年12月（1744年）に前月に死去した養父の跡を継ぐ。
延享2年（1745年）に大番士となり、宝暦元年（1751年）に番士を辞す。明和7年（1770年）に隠居し、婿養子の義安に家督を譲る。
安永6年（1777年）に死去する。享年61。法名は霊松。葬所は牛込の傳久寺。